# The X Factor
 Denne artikel omhandler det internationale tv-koncept. Opslagsordet har også en anden betydning, se X Factor.
The X Factor er et tv-musiktalentkonkurrence, der oprindeligt er udviklet af Simon Cowell. Det blev oprindeligt produceret i Storbritannien, hvor det var tænkt som en efterfølger til det populære "Pop Idols". Konceptet er senere blevet udbredt til flere lande, heriblandt Danmark.
Deltagerne i konkurrencen findes ved offentlige auditions. Navnet "X Factor" refererer til, at programmer søger efter den udefinerbare egenskab, der kendetegner en ægte stjerne. Gevinsten i programmerne er som regel en pladekontrakt – ud over den massive publicity, som deltagelse i showet genererer såvel for vinderen som de øvrige højt placerede deltagere.
Selv om showet primært fokuserer på sangtalent spiller fremtoning, personlighed, performance og danseevner også en vigtig rolle i bedømmelsen af deltagernes optrædener. For dommerne vægter det også tungt, hvorvidt man vurderer at deltagerne evner at appellere til en større gruppe af fans. Konkurrencen i programmerne er oftest opdelt i tre kategorier: Vokalgrupper (inklusive duoer), solosangere mellem 14 og 23 år, og solosangere over 23 år.

## X-Factor Danmark (2008-nu)
I Danmark er der blevet sendt X-Factor siden 2008.

## X Factor-versioner
X Factor findes i følgende versioner verden over:
| Region/Land     | Lokal titel                  |
| --------------- | ---------------------------- |
| Arabiske verden | The X Factor, XSeer Al Najah |
| Australien      | The X Factor                 |
| Belgien         | X Factor                     |
| Bulgarien       | X Factor                     |
| Colombia        | El Factor X                  |
| Danmark         | X Factor                     |
| Finland         | X Factor                     |
| Frankrig        | X Factor                     |
| Grækenland      | The X Factor                 |
| Holland         | X Factor                     |
| Indien          | Fame X Academy               |
| Island          | The X Factor                 |
| Italien         | X Factor                     |
| Kasakhstan      | The X Factor                 |
| Marokko         | Le Facteur X                 |
| Norge           | X Factor                     |
| Polen           | TBA                          |
| Portugal        | X Factor                     |
| Rusland         | Секрет Успеха                |
| Spanien         | Factor X                     |
| Storbritannien  | The X Factor                 |
| Tjekkiet        | X Factor                     |
| Ukraine         | X-фактор                     |

## Euro X Factor
Den 9. december 2006 kunne Daily Mirror afsløre at Simon Cowell har i sinde at søsætte en "Euro X Factor" inden for to år. Showet vil inkludere de enkelte europæiske landes egen X Factor version, hvor vinderen vil gå videre til at konkurrere i "Euro X Factor". Showet vil være i samme stil som Eurovision Song Contest, men med den forskel at "Euro X Factor" vil løbe over flere uger, hvor en finale deltager hver uge vil blive elimineret indtil en international vinder er fundet. Det forventes, at sådan et show vil kunne tiltrække mere end 100 millioner seere per episode, hvilket ville gøre det til verdens største talent konkurrence. Pr. August 2017 er det endnu ikke sket.